# Дитрих Ангальт-Дессауский
Ди́трих Анга́льт-Десса́уский (нем. Dietrich von Anhalt-Dessau; 2 августа 1702, Дессау — 2 декабря 1769, Дессау) — правитель Ангальт-Дессау из династии Асканиев, генерал-фельдмаршал прусской армии (1747).

## Биография
Принц Дитрих — третий сын князя Леопольда I Ангальт-Дессауского и его супруги, имперской княгини Анны Луизы Фёзе.
В 1716 году поступил на службу Нидерландов, в 1718 году перешёл на прусскую военную службу, с 1730 года — командир собственного пехотного полка.
Во время войны за Польское наследство (1733—1735) вместе с четырьмя своими братьями добровольцем участвовал в кампании на Рейне в составе имперской армии принца Евгения Савойского.
В Первой Силезской войне отличился при Мольвице (1741), где получил тяжёлую контузию, от которой так и не оправился и которая впоследствии послужила причиной его преждевременной отставки. По завершении кампании 1741 года получил чин генерал-лейтенанта и был сделан кавалером ордена Чёрного орла. В кампании 1742 года получил командование над войсками в Верхней Силезии.
Во Второй Силезской войне в 1744 году действовал в Силезии под началом генерала Марвица, после его смерти сделан командующим корпусом в Силезии, в кампании 1745 года соединился с основной армией и сражался при Гогенфридберге, получил чин генерала инфантерии, затем действовал в Саксонии под началом своего отца, в сражении при Кессельсдорфе не участвовал, занимаясь в это время взиманием контрибуции в Лейпциге.
По окончании войны направлен в Вестфалию, в 1747 году получил чин генерал-фельдмаршала, но уже в 1750 году испросил увольнения по состоянию здоровья (после ранения, полученного при Мольвице).
Его главным несчастьем стала введённая в 1727 году примогенитура. Поскольку его старший брат Вильгельм Густав Ангальт-Дессауский умер раньше отца, следующий брат Леопольд II Максимилиан наследовал отцу в Ангальт-Дессау. После его смерти в 1751 году наследство досталось 11-летнему сыну Леопольда Леопольду III Ангальт-Дессаускому.
Дитрих правил в качестве регента в 1751—1758 годах при своём племяннике Леопольде III Фридрихе Франце Ангальт-Дессауском и внёс значительный вклад в его воспитание. Умер, не оставив потомства.